# (5527) 1991 UQ3
(5527) 1991 UQ3 es un asteroide perteneciente al cinturón de asteroides descubierto el 31 de octubre de 1991 por Seiji Ueda y el astrónomo Hiroshi Kaneda desde el Kushiro Marsh Observatory, Hokkaido, Japón.

## Designación y nombre
Designado provisionalmente como 1991 UQ3.

## Características orbitales
1991 UQ3 está situado a una distancia media del Sol de 2,229 ua, pudiendo alejarse hasta 2,514 ua y acercarse hasta 1,944 ua. Su excentricidad es 0,127 y la inclinación orbital 3,685 grados. Emplea 1216,11 días en completar una órbita alrededor del Sol.

## Características físicas
La magnitud absoluta de 1991 UQ3 es 13,7. Tiene 4,878 km de diámetro y su albedo se estima en 0,421. 